# 沈舜澤
沈舜泽（韓語：심순택，1824年—1906年），字稚華，庆尚青松人。朝鲜王朝末期官员，高宗朝领议政。同治二年高宗称帝时，舜泽率领百官劝进大号。

## 生平
沈舜泽于道光三十年（哲宗元年）五月登进士丙科。起初无职位名分，担任假注书、记事官。咸丰三年六月二十六日，根据吏曹批，以沈舜泽为姓名。五年后，担任东学教授。九月，担任兵曹参议。不久任同副承旨、右副承旨。一年后，除授左副承旨，同年九月为刑曹参议。二年后，升至右承旨。同年十一月十五日，出为安岳郡守。八年十二月二十日，以舜泽为成均馆大司成。十一年正月十三日，授弘文馆副提学。高宗四年（1867年）以舜泽为吏曹参判。高宗十一年出为忠清道观察使，十三年迁刑曹判书。于高宗十五年短暂转任礼判后复前职。同年六月三十日，以冬至兼谢恩正使的身份率领赵秉世、郑元夏出使清国。高宗二十一年八月，拜议政府右议政，總理軍國事務。根據高宗不久後下達的上諭，拜舜澤為相一是因為其資歷老，二是因為其“器宇宏深、規矩謹密，蔚然爲朝野之所想望。”而舜澤卻認為自己能力不足以當此大任，連續多次上疏辭退議政職位。高宗不得已召見，舜澤回答說：“臣本庸愚, 萬不近似, 而仰感恩造, 俯怵義分, 遂至於抗顔冒進。 而豈臣之所可安, 亦豈臣之所可堪也哉? 今承聖敎, 尤萬萬感悚矣。”高宗二十一年九月，漢城米價因京畿之外農民囤積糧食不行流通而高漲，議政府啟：“米穀極艱, 有錢莫售, 景色遑汲。 幾萬生靈之所藉以爲命者, 專靠諸路之懋遷, 而近來列邑, 輒皆閉藏, 罔念共濟之意, 京外商賈, 販賣路絶, 揆諸事理, 寧容若是? ”高宗對此十分憂慮，召見舜澤。舜澤以為地方官員因過於擔憂凶作而在本不是凶年的時候囤積糧食，導致了這一狀況。高宗認為應當立即禁止民間私自鑄造“當製錢五文”（即所謂“當五”）以遏制奸民發國難財。舜澤反對，以為不應以強制手段干擾市場並對曰：“自然之信, 其效遠而久; 使然之信, 其效近而暫。 顧今上下之間, 務使京外大小民, 有信而無疑, 則穀價自然而平, 錢幣自然而通矣。”